# Шологонский наслег
Шологонский наслег — сельское поселение в Горный улус Якутии Российской Федерации.
Административный центр — село Ерт.

## История
До 1984 года наслег был присоединен к Оленекскому району, и к 1984 году местного населения в наслеге не осталось.
Статус и границы сельского поселения установлены Законом Республики Саха (Якутия) от 30 ноября 2004 года N 173-З N 353-III «Об установлении границ и о наделении статусом городского и сельского поселений муниципальных образований Республики Саха (Якутия)».

## Население
| 2002 | 2010 | 2011 | 2012 | 2013 | 2014 | 2015 |
| ---- | ---- | ---- | ---- | ---- | ---- | ---- |
| 596  | ↘544 | ↗545 | ↘540 | ↘528 | ↘515 | ↗521 |
| 2016 | 2017 | 2018 | 2019 | 2020 | 2021 |      |
| ↗525 | ↘524 | ↗530 | ↘527 | ↗532 | ↘529 |      |

## Состав сельского поселения
| № | Населённый пункт | Тип населённого пункта       | Население |
| - | ---------------- | ---------------------------- | --------- |
| 1 | Ерт              | село, административный центр | ↘529      |